# نافاموستات
نافاموستات هو مثبط بروتياز سيريني صناعي، وهو مضاد للتخثر. يستخدم نافاموستات على هيئة ملح حمض الهيدروكلوريك بسبب ميوله القاعدية. مفعوله مثبط تحلل بروتيني سريع المفعول ويستخدم أثناء غسيل الكلى لمنع تحلل البروتين من الفيبرينوجين إلى الفايبرين.
كما إنه مثبط للتريبتاز، وله التأثير في تسريب الأوعية الدموية بسبب حمى الضنك النزفية ومتلازمة صدمة حمى الضنك في نهاية المرحلة. وهو متاح في شكل عام يستخدم بالفعل لعلاج بعض مضاعفات النزف في بعض البلدان، ولكن يجب موازنة مخاطر المضاعفات (بما في ذلك صدمة الحساسية) في الرعاية غير الطارئة.
يعد نافاموستات من الأدوية التي أجريت عنها أبحاث حول فاعليتها في علاج مرض فيروس كورونا 2019.

## طالع
- أبحاث إعادة استخدام الأدوية لعلاج كوفيد-19